# Timbé do Sul
Timbé do Sul es un municipio brasileño del estado de Santa Catarina. Tiene una población estimada al 2021 de 5 338 habitantes.

## Historia
Los primeros establecimientos de la localidad fueron las sesmarias de los gaúchos Luiz Gonzaga da Rosa y Scheineder. En 1917, estas tierras fueron vendidas a inmigrantes italianos provenientes de Nova Veneza.
La localidad era conocida entonces como Corticeiro, luego Rocinha y en 1968 adoptó el nombre de Timbé do Sul.
En 1943 fue creado el distrito de Timbé, subordinado al municipio de Araranguá. En 1948, el distrito fue transferido al municipio de Turvo. Se emancipó el 23 de septiembre de 1967.